# (152146) Rosenlappin
(152146) Rosenlappin est un astéroïde de la ceinture principale.

## Description
(152146) Rosenlappin est un astéroïde de la ceinture principale. Il fut découvert le 9 juin 2005 à Vail-Jarnac par l'observatoire Jarnac. Il présente une orbite caractérisée par un demi-grand axe de 2,30 UA, une excentricité de 0,23 et une inclinaison de 0,3° par rapport à l'écliptique.

## Compléments